# The Best of Liza Minnelli
The Best Of Liza Minnelli é uma coletânea musical da cantora e atriz estadunidense Liza Minnelli. Lançada em 2004, abrange em quinze canções os anos clássicos de Minnelli nas gravadoras Columbia, EMI e MCA.
A lista de faixas inclui uma generosa seleção de músicas de teatro, incluindo uma versão inédita de "Me and My Baby" do musical Chicago. O compositor Fred Ebb, que trabalhou diversas vezes com a cantora ao longo de sua carreira, contribuiu com um artigo incluído no encarte do álbum.

## Seleção de canções
A carreira de Liza Minnelli abrangeu décadas de sucesso em diversos campos, desde a música até o teatro e o cinema. Em consequência disso, construir uma compilação abrangente de seus maiores sucessos a partir de sua vasta discografia sempre esbarrou em um obstáculo notório: seus fonogramas estão espalhados por várias gravadoras, o que torna uma reunião dos mesmos em um único álbum um projeto comercialmente inviável e burocrático.
A lista de faixas da maioria das compilações anteriores a The Best of Liza Minnelli possuia especificamente canções que foram lançadas por uma única gravadora. Em relação ao início de sua carreira fonográfica, como contratada da Capitol Records, estão incluídas as compilações: A Touch Of Class (1997), The Capitol Collection (2001) e Essential (2003). As canções dos discos lançados durante seu contrato com a A&M Records estão incluídos nas compilações: The Liza Minnelli Foursider (1973), e The Collection (1998). Sua fase como contratada na Columbia está presente nas compilações: Liza Minnelli (1982), All That Jazz (1999), e 16 Biggest Hits (2000).
The Best Of Liza Minnelli inclui canções de oito álbuns de Minnelli (Três de trilhas sonoras: Cabaret (1972), Chicago e New York, New York (1977); três de álbuns ao vivo: Liza with a Z (1972), Live at the Winter Garden (1974) e Live from Radio City Music Hall (1992); e dois de álbuns de estúdio: The Singer (1973) e Results (1989).). Cada fase marcante de sua carreira é apresentada com uma música, seja em gravações de estúdio ou em canções ao vivo feitas a posteriori.

## Recepção crítica
| Críticas profissionais | Críticas profissionais |
| Avaliações da crítica  | Avaliações da crítica  |
| Fonte                  | Avaliação              |
| ---------------------- | ---------------------- |
| AllMusic               | [ 4 ]                  |
| Tom Hull               | B+                     |
| Goldmine               | Favorável              |

As resenhas dos críticos especializados em música foram favoráveis.
John Bush, do site AllMusic, avaliou o álbum com quatro estrelas e meia de cinco e escreveu que para os fãs que não podem comprar ingressos para os shows de Minnelli, a compilação "funciona como a próxima melhor opção". Ele afirmou que as coletâneas anteriores "lidaram sem sucesso com o fato de que o material de Minnelli está espalhado por várias gravadoras" e que The Best of Liza Minnelli "traz alguns feitos de licenciamento criativo para torná-lo a melhor coleção até agora".
Em sua resenha, o crítico Tom Hull destacou a habilidade da cantora de trazer vida a músicas que remetem ao passado. Em contraponto, apontou que há momentos no álbum no qual a energia e entusiasmo da cantora varia. A nota que ele deu é um "B+", o que sugere que o álbum é uma coleção sólida das melhores músicas de Liza Minnelli ao longo das décadas.
O crítico da revista Goldmine, Gillian G. Gaar, considerou a ideia de incluir mais canções ao vivo, uma decisão bastante acertada, uma vez que, segundo ele, o palco é onde Minnelli mais se destaca. Ele elegeu como as melhores faixas: "There Is A Time", "Some People", "Say Liza (Liza With A 'Z')" e "Me And My Baby". Como ponto negativo, apontou a "curta" duração de 50 minutos. Por fim, escreveu que The Best of Liza "é uma boa visão geral de alguns dos melhores trabalhos de Minnelli".

## Desempenho comercial
Comercialmente, falhou em aparecer na parada Billboard 200. Em 3 de novembro de 2024, apareceu na posição de número noventa e cinco na parada semanal do iTunes da Áustria.

## Lista de faixas
- Créditos adaptados do CD The Best Of Liza Minnelli, de 2004.[13]

| N.º | Título                          | Compositor(es)                          | Álbum                                    | Duração |  |
| 1.  | "Cabaret"                       | John Kander; Fred Ebb                   | Cabaret                                  | 3:33    |  |
| 2.  | "Some People" (Live)            | Jule Styne, Stephen Sondheim            | Live from Radio City Music Hall          | 3:18    |  |
| 3.  | "There Is A Time" (Live)        | Gene Lees, Charles Aznavour, Jeff Davis | Live at the Winter Garden                | 2:12    |  |
| 4.  | "Me And My Baby"                | John Kander; Fred Ebb                   | Single (Canção do musical Chicago.)      | 1:53    |  |
| 5.  | "My Own Best Friend"            | John Kander; Fred Ebb                   | Single (Canção do musical Chicago.)      | 3:12    |  |
| 6.  | "Old Friend" (Live)             | Stephen Sondheim                        | Live from Radio City Music Hall          | 1:12    |  |
| 7.  | "The Singer"                    | Walter Marks                            | The Singer                               | 2:32    |  |
| 8.  | "Ring Them Bells" (Live)        | John Kander; Fred Ebb                   | Liza with a Z                            | 5:16    |  |
| 9.  | "All That Jazz"                 | John Kander; Fred Ebb                   | Single (Canção do musical Chicago.)      | 3:06    |  |
| 10. | "A Quiet Thing" (Live)          | John Kander; Fred Ebb                   | Live at the Winter Garden                | 3:21    |  |
| 11. | "Losing My Mind"                | Stephen Sondheim                        | Results                                  | 4:13    |  |
| 12. | "Maybe This Time"               | John Kander; Fred Ebb                   | Cabaret                                  | 3:11    |  |
| 13. | "Say Liza With a "Z"" (Live)    | John Kander; Fred Ebb                   | Liza with a Z                            | 2:24    |  |
| 14. | "Stepping Out" (Live)           | John Kander; Fred Ebb                   | Live from Radio City Music Hall          | 7:28    |  |
| 15. | "Theme from New York, New York" | John Kander; Fred Ebb                   | New York, New York (Original Soundtrack) | 3:19    |  |